# Gallus (photographie)
Pour les articles homonymes, voir Gallus.

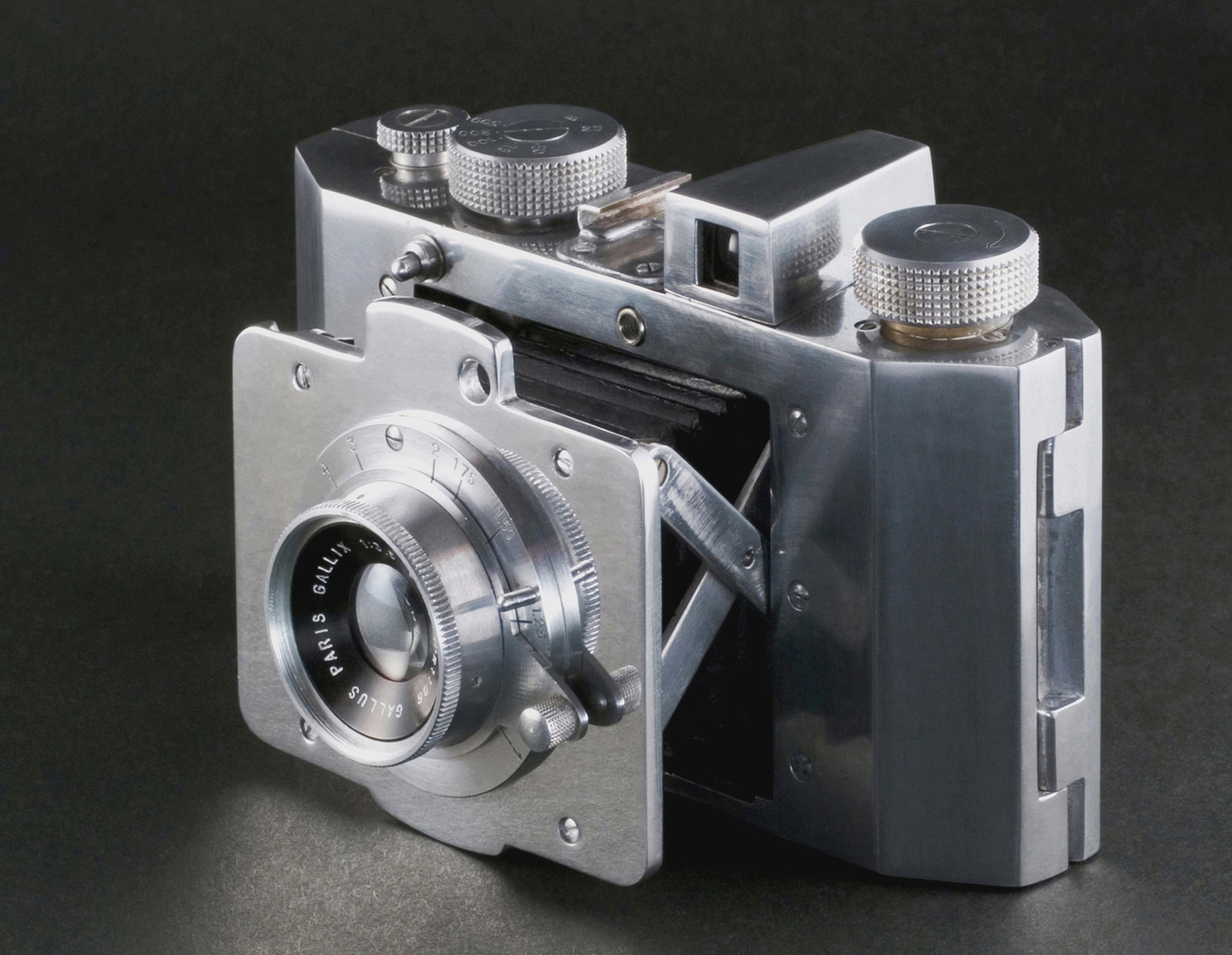
Gallus Derlux

Gallus est une marque française disparue d'appareils et d'accessoires photographiques active entre 1920 et 1955.

## Histoire
À partir des années 1920, la marque produit majoritairement des appareils stéréoscopiques puis des appareils pliants à plaque à partir de 1923 et des appareils pliants à film à partir de 1930.
Vers 1938, l'Ebner en Bakélite de la société du même nom alors en faillite, inspire Gallus qui sort un 6 x 9 sur rouleau 120 très ressemblant. Patrice-Hervé Pont affirme que le moule n'est pas le même mais s'interroge sur la genèse de cette copie. Il ne sera que peu produit pendant quelques années avant de migrer vers le catalogue de Pontiac.
À la même période est commercialisé le Cady, 6 x 9 à soufflet, un montage d'obturateurs et objectifs français sur une carcasse fournie par Wirgin.
En 1939 sort le Derby, un dérivé du Foth Derby conçu en liaison avec la maison Foth qui a quitté l'Allemagne pour des raisons non officiellement connues mais très probablement liées au contexte politique. On perd rapidement trace de la société Foth. Le Derby est un demi format 3 x 4 cm sur rouleau 127.
En 1942 sort une évolution du Derby : le Derby Lux
En 1942 Gallus lance une extrapolation du Cady nommée Cady Lux, bi-format 6 x 9 et 6 x 6. La finition générale et plus particulièrement le soufflet souffre de la pénurie de matériaux de qualité. Il sera très peu produit.
En 1945, le Derby Lux est rebaptisé Derlux ; il sera produit jusqu'en 1952.
En 1950 sort l'Oscillo, aussi un 3 x 4 cm sur rouleau 127 destiné à photographier des écrans d'oscilloscopes.
Après 1952, la demande pour les demi formats sur rouleau 127 décroit brusquement et la société Gallus abandonne la photographie et se consacre désormais au matériel pour les dentistes.

## Collection
Globalement, les quantités produites sont faibles et les matériaux fragiles (bakélite, soufflets en carton ...) ce qui les rend rares. Les qualités techniques limitées réduisent la cote qui reste assez faible,.